# Kohkiluyeh e Buyer Ahmad
Kohkiluyeh e Buyer Ahmad (em persa: کهگیلویه و بویراحمد; romaniz.: Kohkīlūyeh va Boyer Ahmadī) é uma província do Irã sediada em Iaçuje. Tem 15 504 quilômetros quadrados e segundo censo de 2019, havia 744 000 residentes. Se divide em oito condados.